# Matt Campbell (autocoureur)
Matt Campbell (Warwick, 17 februari 1995) is een Australisch autocoureur. In 2022 werd hij kampioen in de GTD Pro-klasse van het IMSA SportsCar Championship. In 2024 won hij de 24 uur van Daytona.

## Carrière
Campbell begon zijn autosportcarrière op veertienjarige leeftijd toen hij in een Datsun 1200 deelnam aan diverse kampioenschappen. In 2011 stapte hij over naar de Formule Ford, waarin hij tot 2013 in de kampioenschappen van Queensland, New South Wales en Australië reed. In 2012 won hij de titel in het kampioenschap van Queensland.

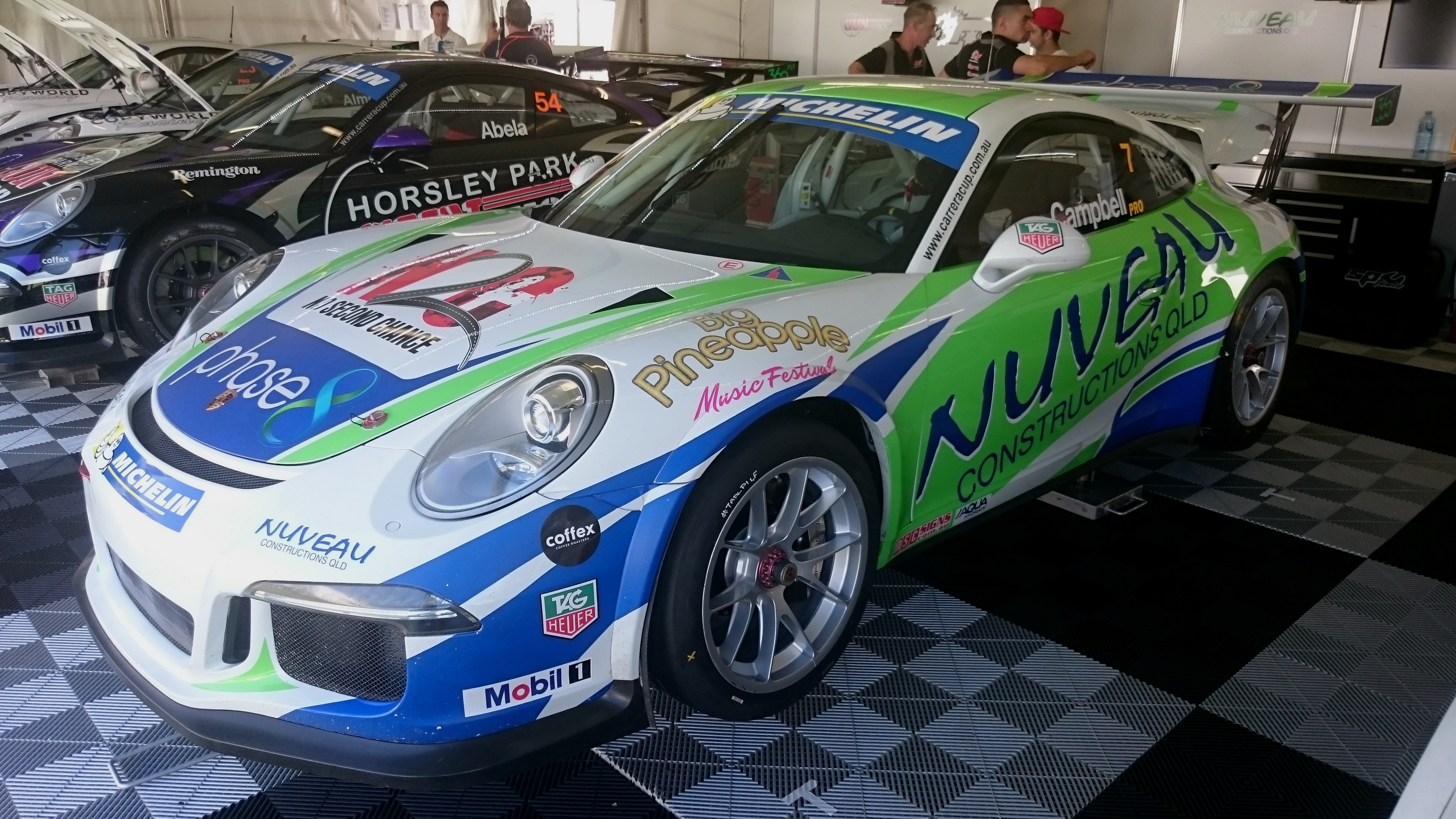
De Porsche 911 GT3 van Matt Campbell, waarmee hij in 2016 kampioen in de Australische Porsche Carrera Cup werd.

In 2014 stapte Campbell over naar de GT-racerij en kwam hij uit in de Australische Porsche GT3 Cup Challenge. Hij werd hier kampioen in de B-klasse. In 2015 stapte hij over naar de Australische Porsche Carrera Cup, waarin hij met zes zeges derde werd. In 2016 won hij veertien van de 24 races in het kampioenschap en behaalde hij met 1204,5 punten de titel. Dat jaar nam hij tevens deel aan drie races van de V8 Supercars tijdens de vier langeafstandsraces, waarin hij samen met Todd Kelly voor Nissan Motorsport reed. Een zevende plaats op de Sandown Raceway was zijn beste resultaat.
In 2017 verhuisde Campbell naar Europa en kwam hij voor Fach Auto Tech uit in de Porsche Supercup. Hij won vier races: twee op het Autódromo Hermanos Rodríguez en een op zowel de Red Bull Ring als het Autodromo Nazionale Monza. Met 151 punten werd hij achter Michael Ammermüller en Dennis Olsen derde in de eindstand. Tevens keerde hij terug in de langeafstandsraces van de V8 Supercars, waarin hij dit keer voor Triple Eight Race Engineering de auto met Shane van Gisbergen deelde. Hij behaalde hier een podiumfinish op Surfers Paradise.
In het seizoen 2018-2019 debuteerde Campbell in de LMGTE Am-klasse van het FIA World Endurance Championship (WEC) bij het team Dempsey-Proton Racing. Hij deelde de auto met Julien Andlauer en Christian Ried. Hij won vijf races: de 24 uur van Le Mans, de 6 uur van Silverstone, de 6 uur van Shanghai, de 1000 mijl van Sebring en de 6 uur van Spa-Francorchamps. Zijn resultaten uit de eerste seizoenshelft telden echter niet mee voor het kampioenschap omdat het team zich niet aan de reglementen omtrent het bijvullen van brandstof had gehouden. Hij werd uiteindelijk tweede in het klassement.

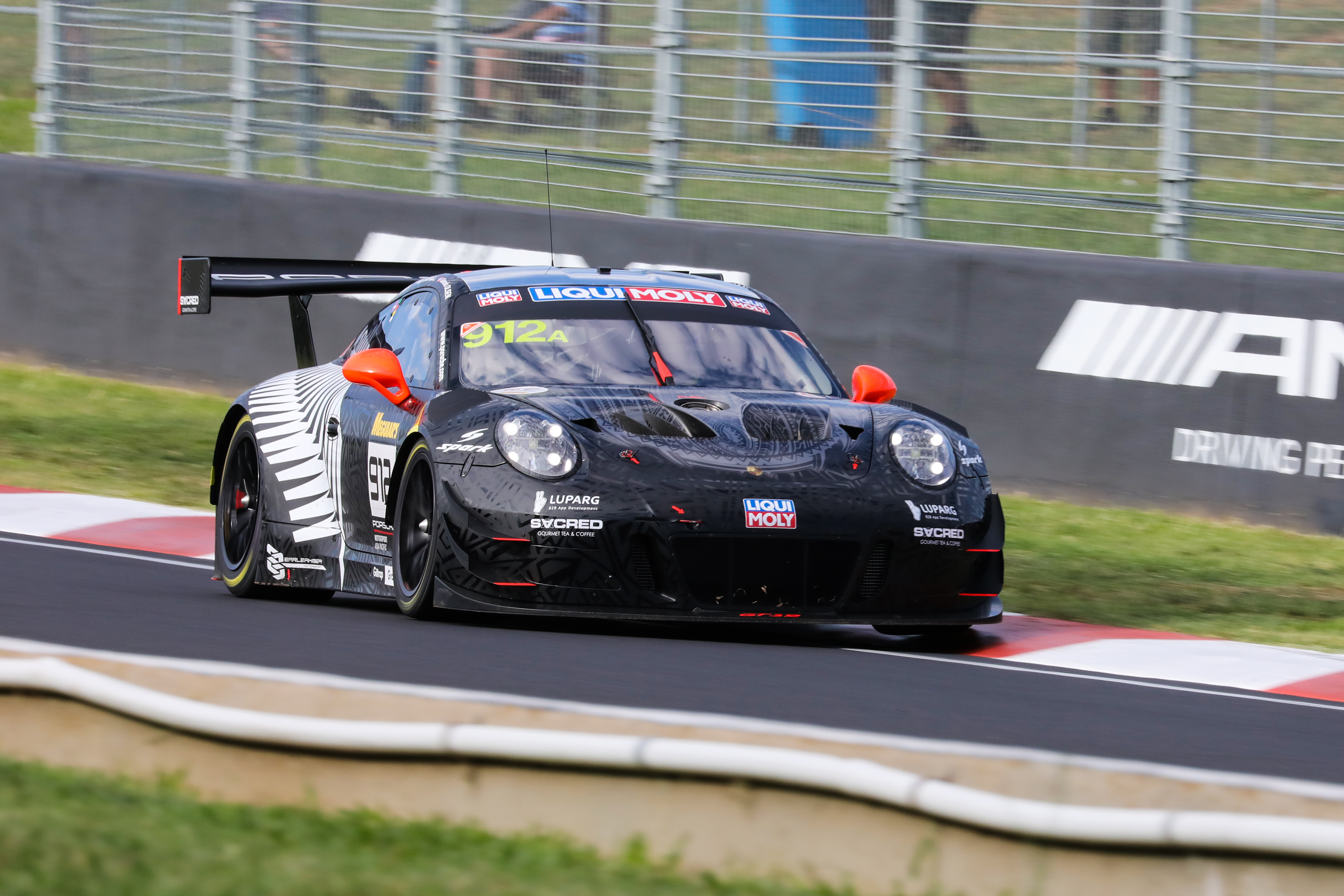
Matt Campbell in de 12 uur van Bathurst in 2019.

In 2019 reed Campbell in diverse GT3-kampioenschappen. Hij kwam voor Rowe Racing uit in de Blancpain GT Series Endurance Cup en voor Wright Motorsports in de Blancpain GT World Challenge America. In beide kampioenschappen behaalde hij top 5-finishes. Hij eindigde respectievelijk als twaalfde en veertiende in de eindstand. Tevens won hij dat jaar de 12 uur van Bathurst, een zege die hij met Dennis Olsen en Dirk Werner deelde.
In het seizoen 2019-2020 reed Campbell opnieuw in het WEC voor Dempsey-Proton met Ried en Riccardo Pera als teamgenoten. Hij behaalde twee podiumplaatsen in de 6 uur van Spa-Francorchamps en de 24 uur van Le Mans en werd met 98,5 punten achtste in de eindstand. In 2020 nam hij ook deel aan de Intercontinental GT Challenge, waarin hij samen met Mathieu Jaminet en Patrick Pilet voor de teams Absolute Racing en GPX Racing reed. Met drie podiumplaatsen werd hij tweede in de eindstand. Verder nam hij deel aan races van de Nürburgring Langstrecken Serie en het IMSA SportsCar Championship.

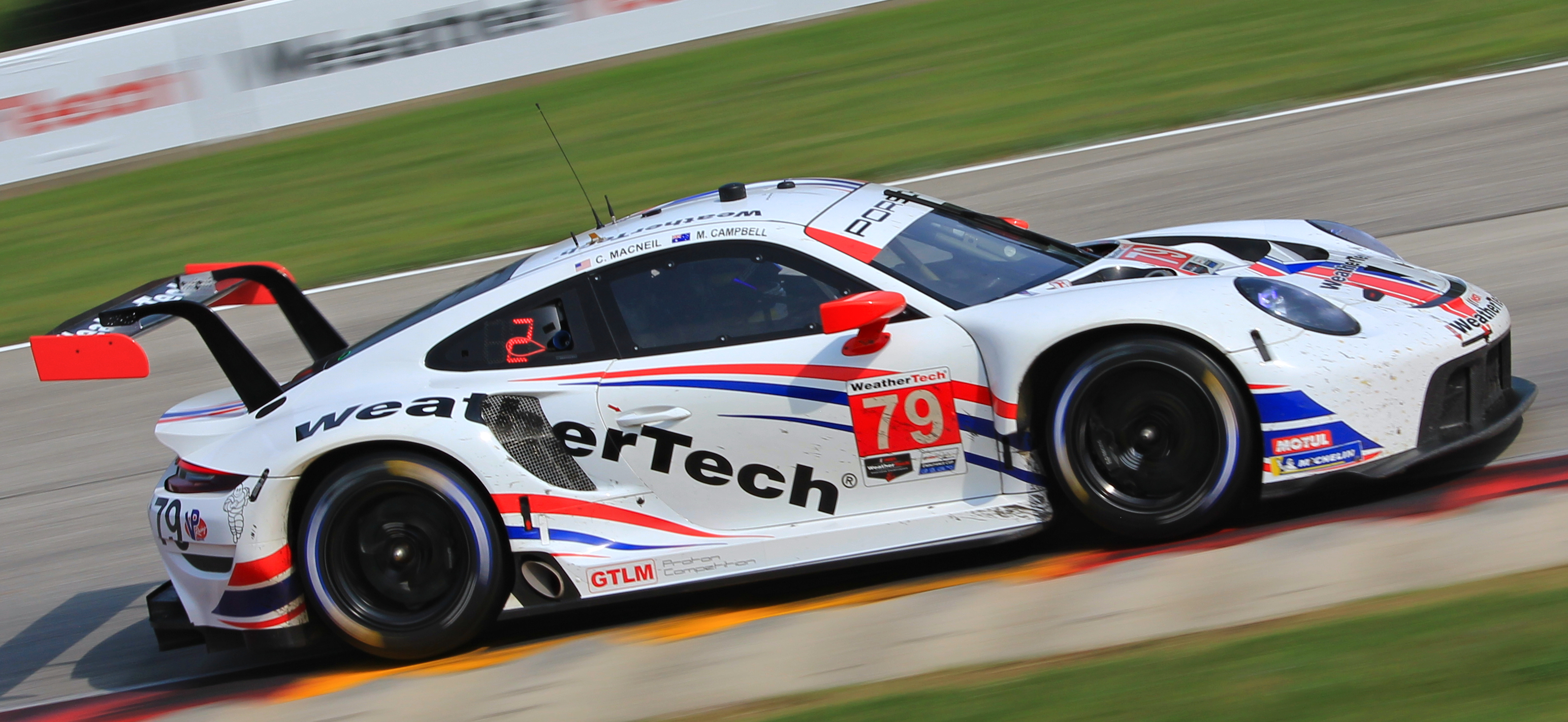
Matt Campbell op Road America in 2021.

In 2021 reed Campbell een derde seizoen in het WEC bij Dempsey-Proton Racing, waar hij de auto met Ried en Jaxon Evans deelde. Hij behaalde twee podiumplaatsen in de 6 uur van Bahrein en de 8 uur van Bahrein en werd met 79 punten derde in het kampioenschap. Verder reed hij in zes van de twaalf races in het IMSA-kampioenschap in de GTLM-klasse. Samen met Jaminet en Cooper MacNeil won hij de 12 uur van Sebring en de Petit Le Mans, en met MacNeil behaalde hij ook een zege op Road America. Hoewel hij in slechts de helft van de races reed, werd hij met 2084 punten vierde in de eindstand. Verder nam hij deel aan de GT World Challenge Europe Endurance Cup, waarin hij met Jaminet en Earl Bamber de race op het Circuit Paul Ricard won en met 35 punten tiende in het klassement werd.
In 2022 reed Campbell enkel in de GTD Pro-klasse van het IMSA SportsCar Championship, waarin hij voor Pfaff Motorsports de auto met Jaminet deelde. Hij behaalde overwinningen in de 24 uur van Daytona en op Laguna Seca, het Canadian Tire Motorsport Park, Lime Rock Park en de Virginia International Raceway. Met 3497 punten werd hij gekroond tot kampioen in de klasse. Daarnaast reed hij in de 24 uur van Le Mans voor Proton Racing, waarin hij samen met Michael Fassbender en Zacharie Robichon zestiende werd. Aan het eind van het jaar nam hij deel aan de GT Sprint-categorie van de FIA Motorsport Games, die hij winnend afsloot.

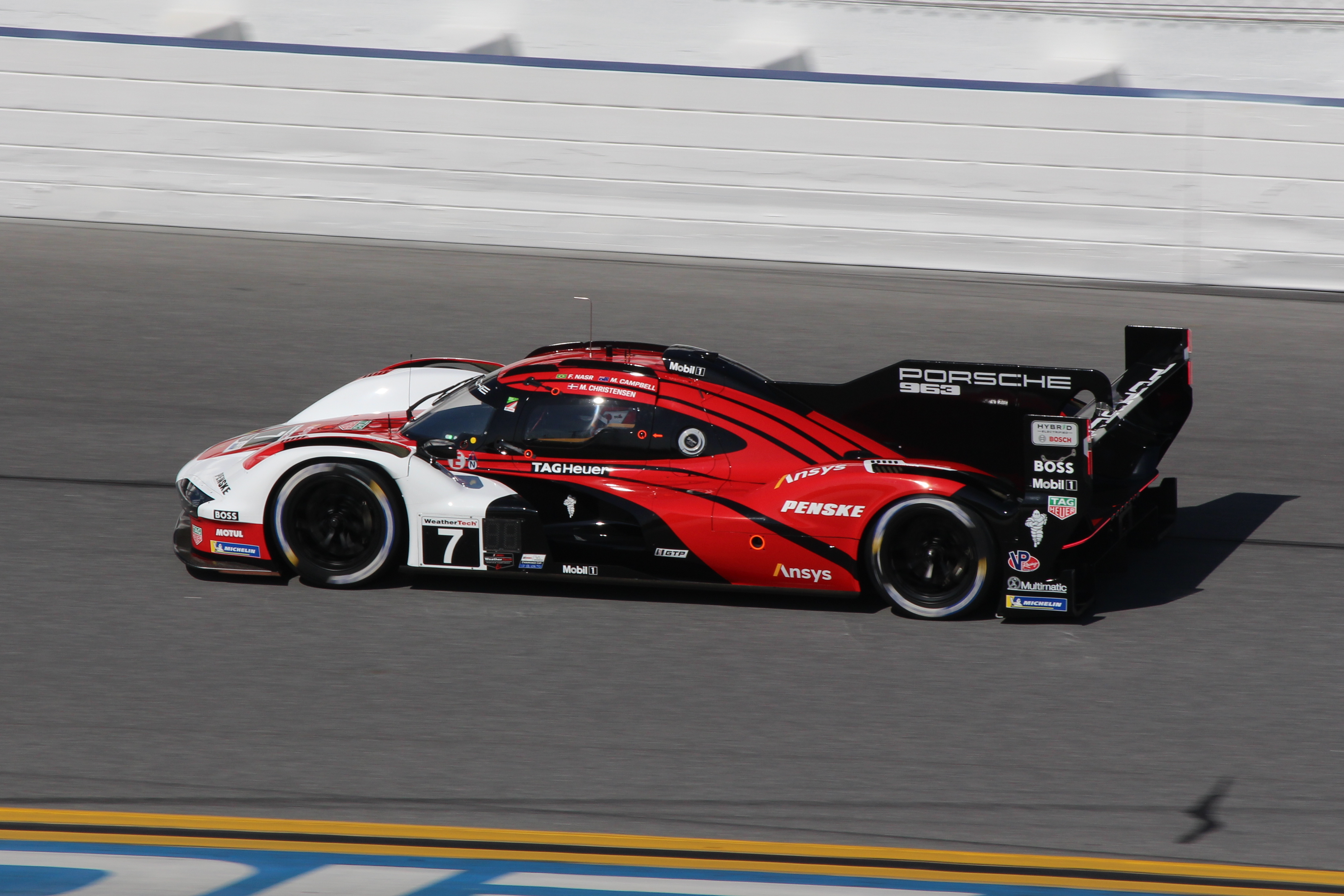
Matt Campbell tijdens de 24 uur van Daytona in 2023.

In 2023 bleef Campbell actief in het IMSA-kampioenschap, maar stapte hij over naar de GTP-klasse. Voor het Porsche Penske Motorsport deelde hij een Porsche 963 met Felipe Nasr. Hij won de race op Road America en stond ook op het Stratencircuit Long Beach en de Indianapolis Motor Speedway op het podium. Met 2691 punten werd hij vijfde in het eindklassement.
In 2024 keerde Campbell terug naar het WEC, waarin hij voor Penske de auto met Michael Christensen en Frédéric Makowiecki deelde. Tevens deelde hij met Dane Cameron dezelfde auto in het IMSA-kampioenschap. Aan het begin van het jaar behaalde hij met Cameron, Nasr en Josef Newgarden de zege in de 24 uur van Daytona.